# جوليان لاشور
جوليان لاشور (بالفرنسية: Julien Lachuer)‏ (15 نوفمبر 1976 بسان مور ديه فوسيه في فرنسا - ) هو لاعب كرة قدم فرنسي في مركز حراسة المرمى. لعب مع نادي أميين ونادي أنجيه ونادي بريست ونادي فالينسيان.

## وصلات خارجية
- جوليان لاشور على موقع رابطة كرة القدم الفرنسية للمحترفين (الإنجليزية)
- جوليان لاشور على موقع قاعدة بيانات كرة القدم.إي يو (الإنجليزية)
- جوليان لاشور على موقع ليكيب (الفرنسية)